# Philipp Wagner (Mediziner)
Philipp Wagner (* 20. August 1829 in Hildburghausen; † 16. August 1906 in Salzungen) war ein deutscher Mediziner und Präsident des Allgemeinen Deutschen Bäderverbandes.

## Leben
Wagner besuchte das Gymnasium in Hildburghausen, wo er Ostern 1849 die Reifeprüfung bestand, und studierte Medizin in Jena und Würzburg. Dort war er Mitglied der Corps Franconia und Rhenania. Nach der Promotion zum Dr. med. und dem in Meiningen abgelegten Staatsexamen wurde er praktischer Arzt in Hildburghausen. Studienreisen führten ihn dann zunächst nach Prag und Wien, ehe er wieder in Hildburghausen und dann vorübergehend in Pößneck praktizierte. Am 10. Mai 1855 trat er die Stelle als Badearzt in Salzungen an, wo er bis zuletzt als Leiter der gesamten hygienischen Anlagen tätig war. 1884 wurde er zum Geheimen Medizinalrat ernannt. Wagner war Ende der 1890er Jahre Mitglied der herzoglichen Medizinaldeputation sowie Kreisphysikus des Kreises Salzungen. Seit der Gründung des Thüringer und des Allgemeinen Deutschen Bäderverband war er deren Vorsitzender. Er erwarb sich nachhaltige Verdienste um das Kurbad in Salzungen, dessen Frequenz während seiner Tätigkeit erheblich gesteigert wurde.
Die Stadt Salzungen ernannte Wagner 1905 zu ihrem Ehrenbürger.